# Merkur Spiel-Arena
A Merkur Spiel-Arena é um estádio localizado em Düsseldorf, na Alemanha. É a casa do time de futebol Fortuna Düsseldorf e do time de futebol americano Rhein Fire.
Inaugurado em 20 de janeiro de 2004, o estádio tem capacidade para 54.600 torcedores. Substituiu o antigo Rheinstadion, que havia sediado partidas da Copa do Mundo de 1974 e da Eurocopa de 1988.
Apesar da capacidade e do histórico de Düsseldorf, uma das maiores e mais importantes cidades da Alemanha, não foi escolhido como uma das sedes da Copa do Mundo de 2006. Porém, em compensação foi sede do Campeonato Europeu de Futebol de 2024, o único estádio a ser sede do Campeonato Europeu de 2024 mas que não foi sede da Copa do Mundo de 2006.
Foi escolhido para sediar o Festival Eurovisão da Canção em 2011, depois da Alemanha ter ganho o Festival Eurovisão da Canção 2010 que decorreu em Oslo, na Noruega. 
O nome vem da empresa áerea alemã LTU, que patrocina o clube e tem sede na cidade.

## Eurocopa de 2024
O estádio sediou os seguintes jogos da Campeonato Europeu de Futebol de 2024.
| Data        | Hora  | 1ª equipe  | Placar        | 2ª equipe | Fase             | Público |
| ----------- | ----- | ---------- | ------------- | --------- | ---------------- | ------- |
| 17 de junho | 21:00 | Áustria    | 0 – 1         | França    | Grupo D          | 46.425  |
| 21 de junho | 15:00 | Eslováquia | 1 – 2         | Ucrânia   | Grupo E          | 43.910  |
| 24 de junho | 21:00 | Albânia    | 0 – 1         | Espanha   | Grupo B          | 46.586  |
| 1 de julho  | 18:00 | França     | 1 – 0         | Bélgica   | Oitavas de final | 46.810  |
| 6 de julho  | 18:00 | Inglaterra | 1 (5) – (3) 1 | Suíça     | Quartas de final | 46.907  |